# Березин, Сергей Владимирович
Серге́й Влади́мирович Бере́зин (31 октября 1937, Москва, РСФСР, СССР — 5 августа 2019, Москва, Россия) — советский и российский композитор и певец. Один из основателей и художественный руководитель вокально-инструментального ансамбля «Пламя». Заслуженный артист РСФСР (1988), Народный артист Российской Федерации (2001).

## Биография
Березин с детства играл на фортепиано, хотя мечтал играть на аккордеоне. После школы обучался в институте лёгкой промышленности. Любил играть джаз и стал лауреатом джазового фестиваля, а на эстраде появился, аккомпанируя Марку Бернесу.
В 1973 году Сергей Березин стал работать в одном из известных советских вокально-инструментальных ансамблей «Самоцветы» под управлением Юрия Маликова.
В 1975 году вышел из «Самоцветов» вместе с группой музыкантов и создал новую группу «Пламя», первые программы которой включали песни советских композиторов. Вскоре сам Сергей Березин начинает писать основные композиции ВИА. Популярными становятся его лирические песни — «Золотые шары», «Может, я тебя выдумал», «Всюду только ты», «Осень», «Снег кружится», «Саратов на Волге» (М.Танич).
Постепенно внимание Сергея Владимировича концентрируется на создании и исполнении своих авторских песен. Им написано несколько десятков песен на слова Ларисы Рубальской, наиболее известными из которых стали «На два дня», «Давайте, Люся, потанцуем», «А быть могло совсем не так», «Переведи часы назад». Вместе с Рубальской композитор выступает на эстраде с программой «Соло для двоих», где Рубальская читает свои стихи, а композитор исполняет песни на её стихи. Песни Сергея Березина входят в репертуар известных артистов:
- Анне Вески,
- Льва Лещенко,
- Николая Караченцова,
- Ирины Уваровой,
- Михаила Шуфутинского,
- Ольги Зарубиной,
- Екатерины Семёновой,
- Иосифа Кобзона,
- Филиппа Киркорова,
- Валентины Толкуновой,
- Александра Серова,
- Надежды Чепраги и др.

В 1989 году Березин создал группу «Нескучный сад», которая просуществовала до середины 1990-х годов. Сергей Владимирович писал также музыку для кино.
В конце 80-х. начале 90-х. гг. композитор совместно с Михаилом Таничем написали песню «День ангела», которую исполнила Надежда Чепрага. С этой песней певица стала финалистом «Песни 1991». Популярность песни была настолько большая, что в Америке Надежда Чепрага записала ее на английском языке, а на студии «Телефильм Кишинэу» сняли клип в передаче «Duminical TV». Песня стала заглавной альбома певицы, изданного Молдрекордз.
Скончался 5 августа 2019 года в Москве. Похоронен 9 августа на Троекуровском кладбище Москвы.

## Фотогалерея

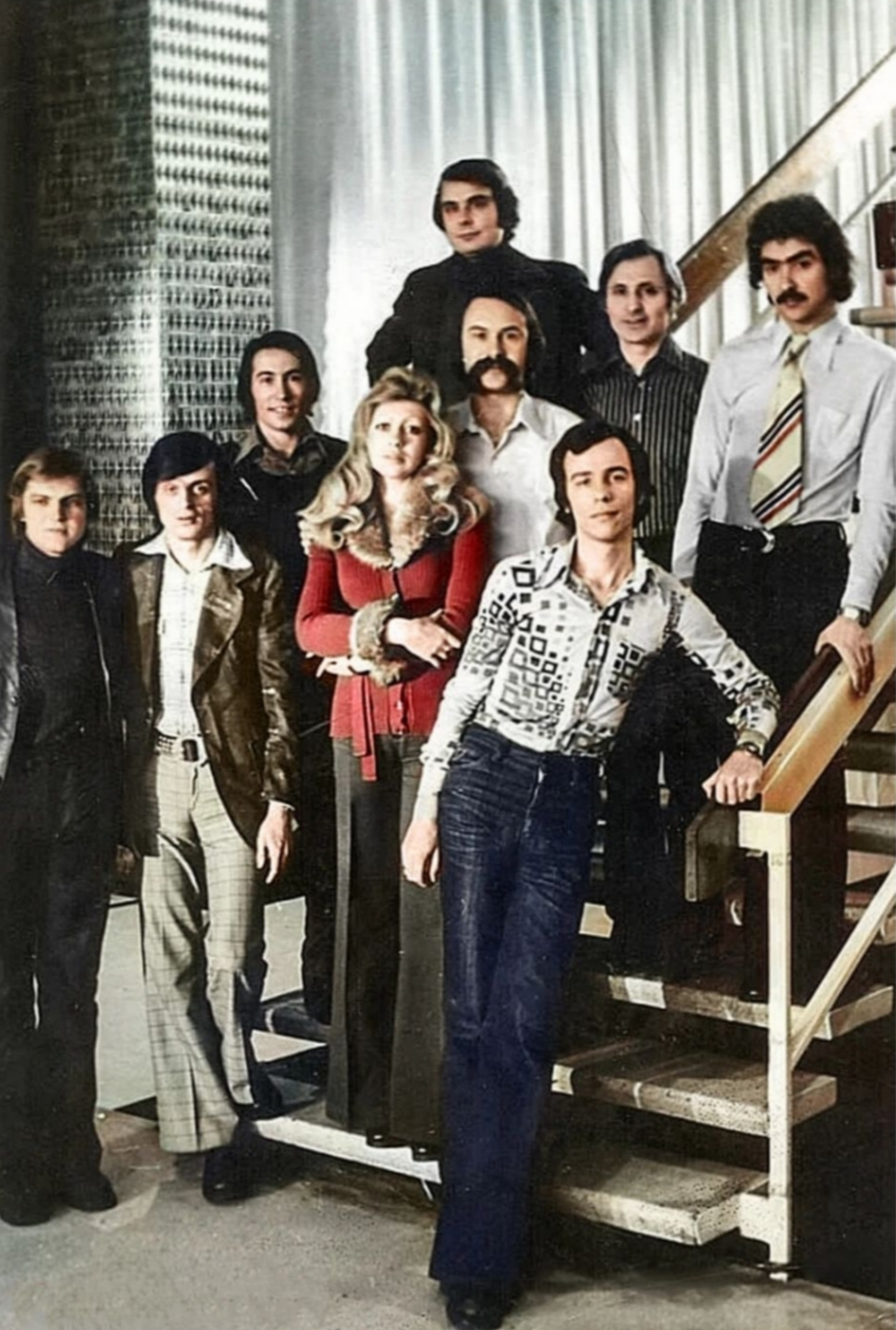
ВИА «Пламя» в 1976 году
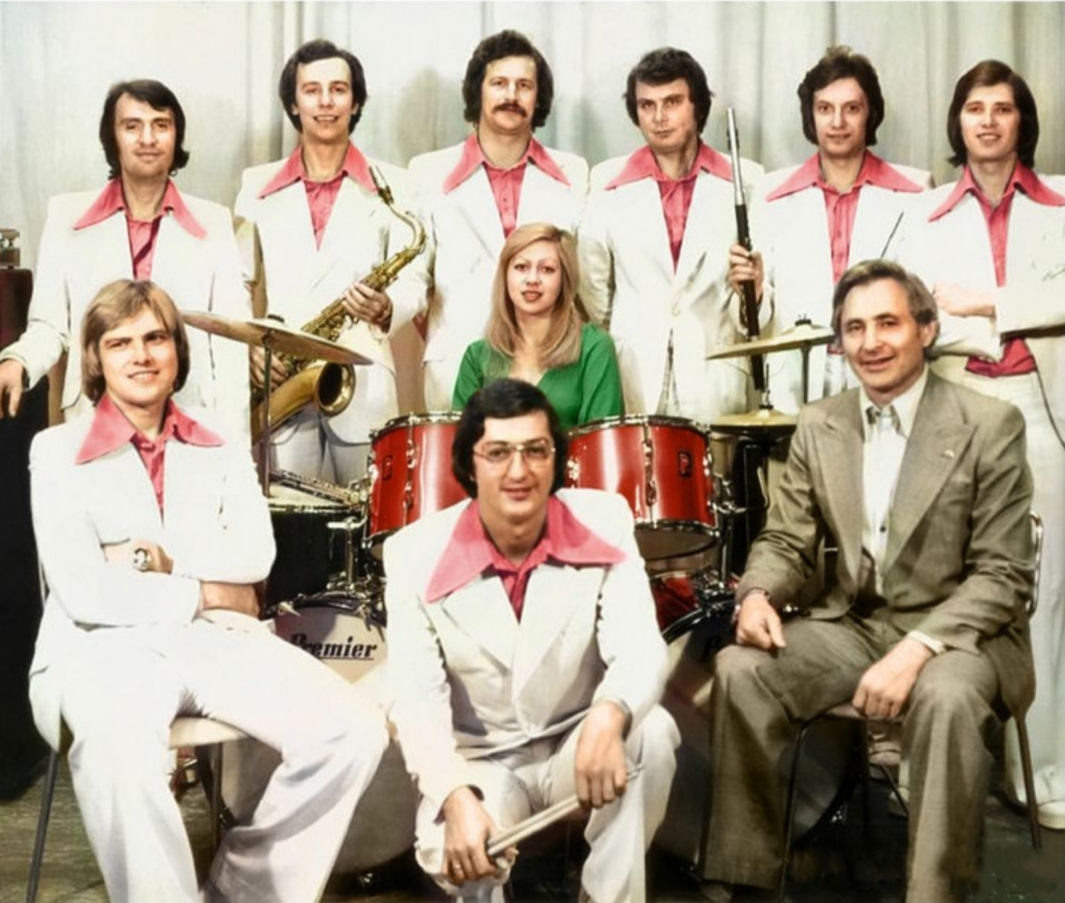
ВИА «Пламя» в 1977 году
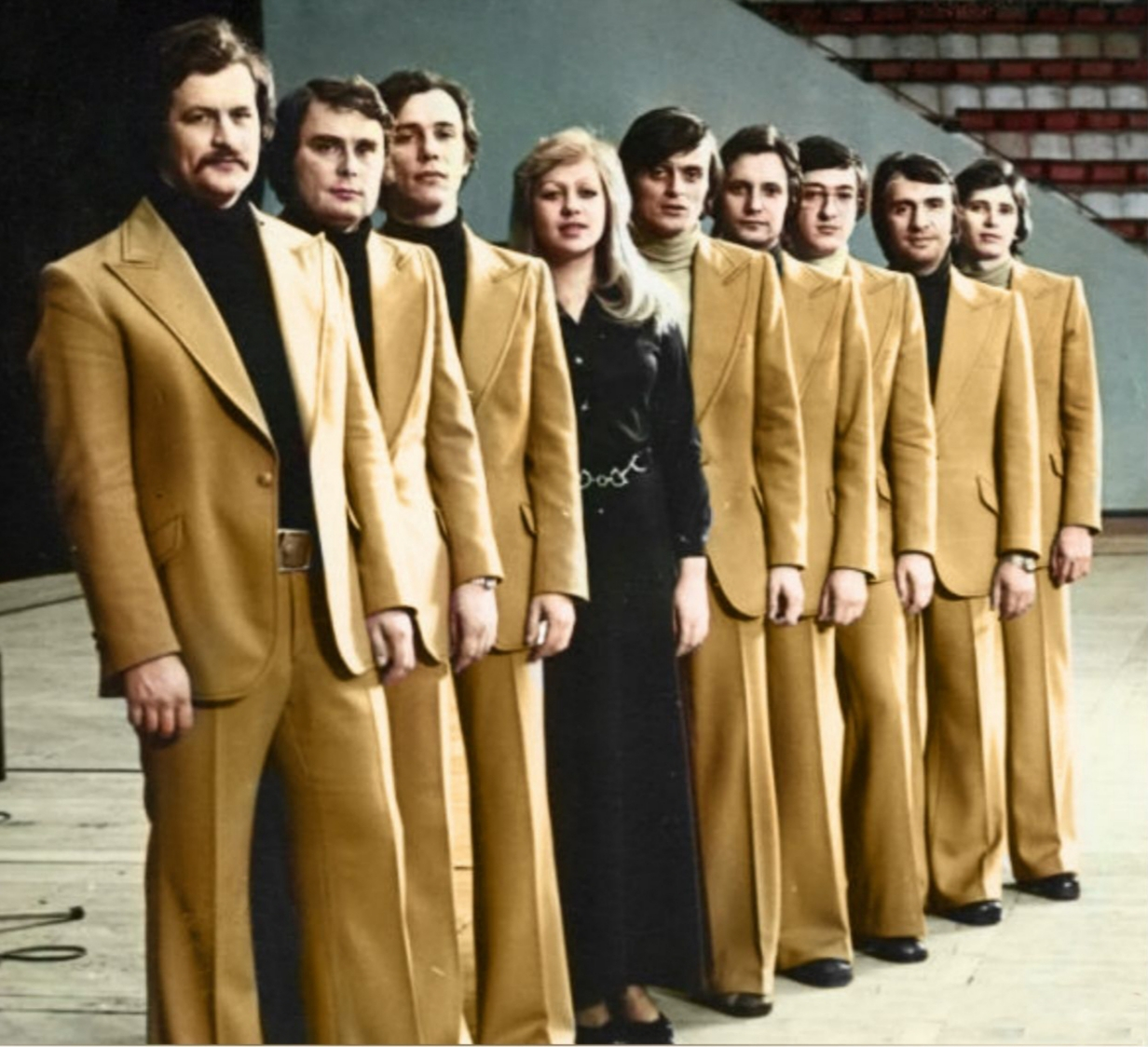
ВИА «Пламя» в 1978 году
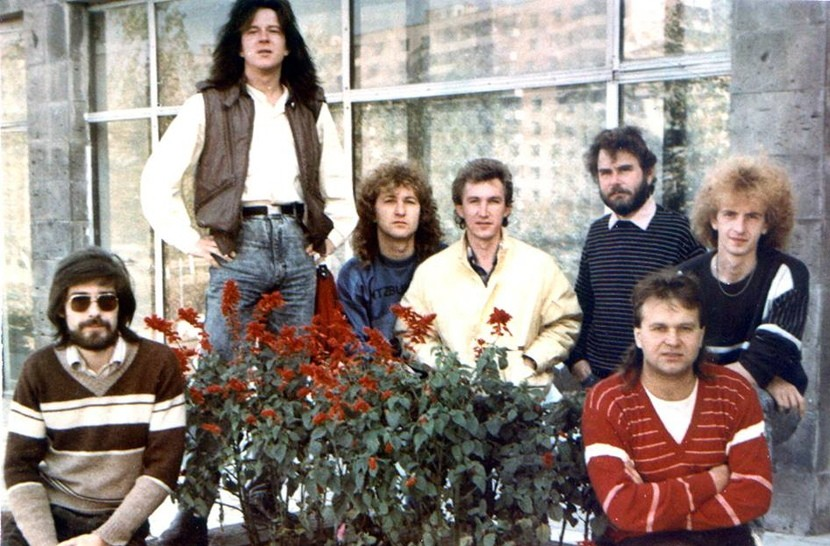
ВИА «Пламя» в 1980-е годы
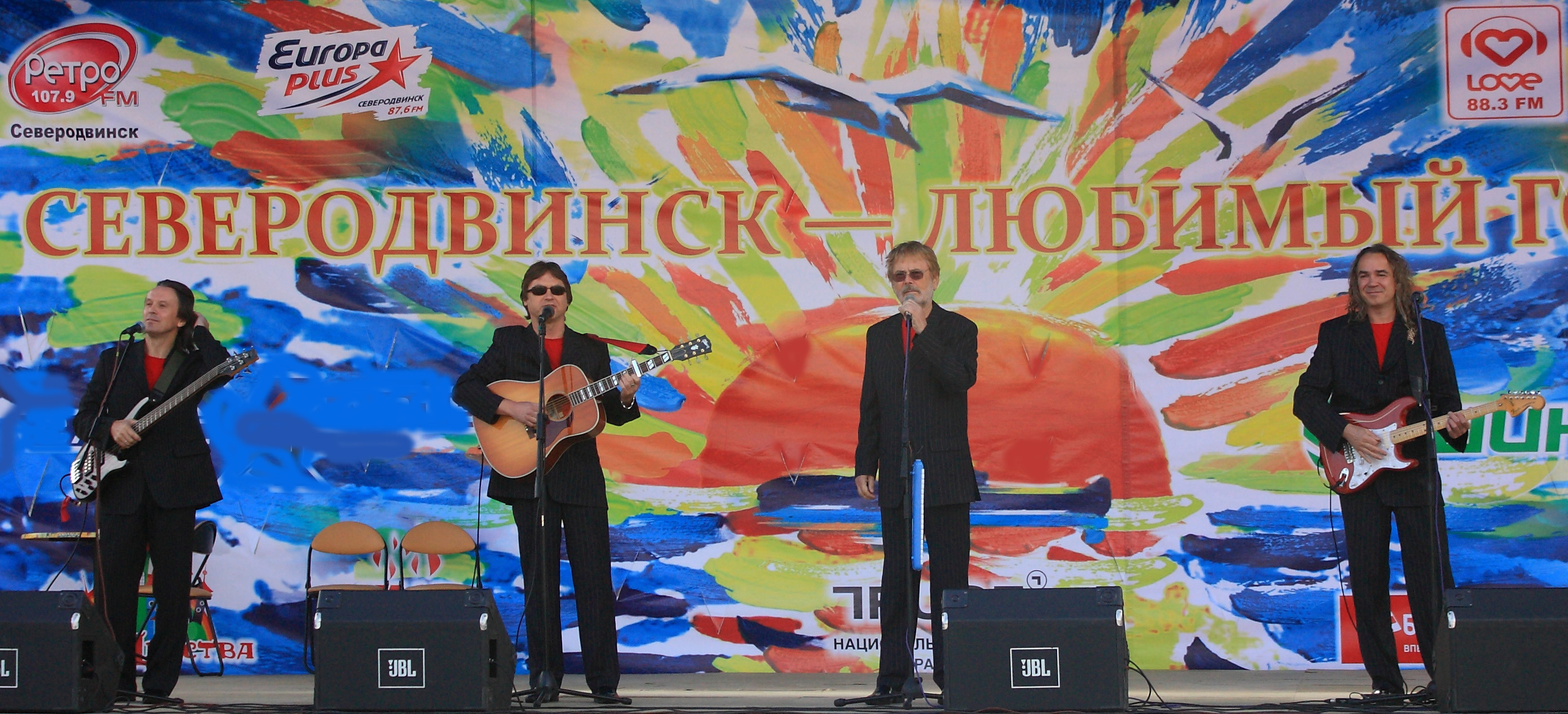
ВИА «Пламя» п/у С. Березина в городе Северодвинске на площади Победы (2010-07-25)
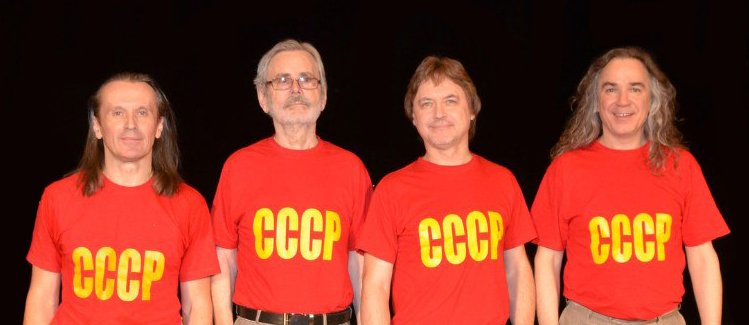
ВИА «Пламя» п/у С. Березина в 2014 году

## Фильмография

### Композитор
- 2002 год — «Вход через окно»
- 2002 год — «Только раз...»
- 2006 год — «Семейный ужин»
- 2007 год — «Крик в ночи»
- 2007 год — «Пирожки с картошкой»
- 2008 год — «Адель».

### Вокал
- 2002 год — «Только раз...»

## Авторская дискография
- 1988 год — «Переведи часы назад» (винил)
- 1990 год — «И кружило былое…» (винил)

Авторские песни

## Награды и звания
- Народный артист Российской Федерации (1 ноября 2001 года).
- Заслуженный артист РСФСР (14 ноября 1988 года).
- Заслуженный артист Автономной Республики Крым (5 сентября 2000 года) — за значительный вклад  в развитие культуры и искусства братских славянских народов Украины, России и Республики Беларусь, высокое профессиональное мастерство и в связи с проведением X Международного фестиваля искусств «Песни моря — 2000»[5].